# Јосип Собин
Јосип Собин (Сплит, 31. август 1989) је хрватски кошаркаш. Игра на позицији центра, а тренутно наступа за Стал Остров Вјелкополски. Син је Горана Собина који се такође бавио кошарком и то на истој позицији.

## Биографија
Кошаркашки је сазревао у млађим категоријама Сплита, клуба са којим је његов отац постигао највеће успехе двоструким узастопним освајањем ФИБА Купа европских шампиона (1989. и 1990. године). За сениорски тим Сплита Јосип је заиграо 2006. године и тамо се задржао све до 2013, с тим што је у сезони 2008/09. био на позајмици у клубу Трогир који се тада такмичио у највишем рангу. Након што је клуб у коме је поникао доживео финансијски крах, у септембру 2013. прешао је у Задар. Након две сезоне у Задру, у јулу 2015. прелази у шпанску Фуенлабраду где проводи једну сезону. Од 2016. до 2019. је био играч Анвил Влоцлавека.

## Успеси

### Клупски
- Анвил Влоцлавек:
  - Првенство Пољске (2): 2017/18, 2018/19.